# آنيتا برينر
آنيتا برينر (بالإنجليزية: Anita Brenner)‏‏ (13 أغسطس 1905 في مدينة أغواسكاليينتس - 1 ديسمبر 1974 في المكسيك) عالمة الإنسان، وصحفية، ومؤلفة، وكاتِبة، وناقدة أدبية، وكاتبة للأطفال، وروائية من الولايات المتحدة.، كتبت باللغة الإنجليزية على نطاق واسع في مجالات الفن، الثقافة وتاريخ المكسيك. ولدت في المكسيك، ونشأت وتلقت تعليمها في الولايات المتحدة، ثم عادت إلى المكسيك في عشرينيات القرن العشرين بعد الثورة المكسيكية. وقد صاغت مصطلح النهضة المكسيكية، لكي تصف الازدهار الثقافي الذي نبع من الثورة. وبوصفها طفلة من المهاجرين، فقد تسبب تراث برينر لها في أن تعاني كلا من معاداة السامية وتقبلها. وعثرت بعد هروبها من التمييز في تيكساس، على الزملاء والمعلمين من الشتات اليهودي الأوروبي الذين يعيشون في كلٍ من المكسيك ونيويورك، ولكن المكسيك، وليست الولايات المتحدة أو أوروبا، هي التي حملت ولاء برينر واهتمامها الدائم. وكانت جزءًا من الحركة الفنية لما بعد الثورة والمعروفة بتبني إيديولوجية السكان الأصليين.
حصلت برينر على شهادة الدكتوراه في الأنثروبولوجيا من جامعة كولومبيا، وكان كتابها الأول هو (الأصنام وراء الهياكل)، حيث كان أول كتاب يوثق للفنانين والأعمال والأساليب الفنية في المكسيك منذ حقبة ما قبل التاريخ وحتى عشرينيات القرن العشرين. واعتبر هذا الكتاب على نطاق واسع أهم أعمالها، وكان ممتلئًا بالصور الفوتوغرافية لأشهر المصورين، ومقابلات مع أكثر فناني تلك الفترة تأثيرًا وإنتاجًا. وكان كتابها الرابع المنشور، يحمل عنوان الريح التي اجتاحت المكسيك؛ حيث قدمت فيها تاريخ الثورة المكسيكية (1910-1942)، وجاء بين طبع دليل إرشادي وقصة للأطفال. وهو أول كتاب يقدم منظور مكتمل للثورة المكسيكية سواء باللغة الإنجليزية أو الأسبانية، لقد كان أول كتاب يروي الأحداث من منظور مكسيكي.

## السياسة
قبل العديد من الفنانين المكسيكيين في عقود ما بعد الثورة، إقرار الحكومة لاستخدام الفن من أجل تثقيف الجمهور غير المتعلم بشكل عام، وكان يعتبر ذلك بمثابة موافقة ضمنية على إنتاج فن يعكس بشدة الأيديولوجيا الشيوعية. واجتمعت المواضيع الثورية مع الشيوعية في العديد من أعمال تلك الفترة. لكن تميزت فترة الثلاثينيات من القرن العشرين بأوقات مضطربة، فكان الشيوعيون المكسيكيون يجدون الدعم أحيانًا من نظرائهم الروس والأمريكان، وأحيانًا أخرى لا يجدون هذا الدعم. وكانت برينر متعاطفة مثل الآخرين من الطليعة المكسيكية، الذين كانوا أعضاء في الحزب الشيوعي أحيانًا وأحيانًا أخرى لا. وعندما أطلقت جريدة الجماهير الجديدة في عام 1926، صُنفت برينر كرفيق درب وليس عضو في الحزب.
قامت برينر بوصفها مراسل صحفي مستقل في إسبانيا، بتقييم الدور الروسي في الحرب الإسبانية. وقد وجدت الدليل على أن الإدارة السياسية للدولة (GPU) والشرطة السرية الروسية قاموا بتهديد الاشتراكيين والأناركيين، من أجل اسكات منتقدي المنظمة الشيوعية الدولية الثالثة (الكومنترن)، وقد انتقدت تحرك ستالين بعيدًا عن مساعدة العمال وداخل الحزب الماركسي. ففي الرأي الذي تؤيد، فإنها ترى أن ستالين هو الشخص الوحيد الذي سيستفيد من تبني الحكومة الأسبانية للشيوعية. ووقعت أنيتا في عام 1934 مع 24 شخص آخرين، على خطاب مفتوح حول موقفهم من معاداة ستالين، وتلقت مراجعات سلبية من جريدة الجماهير الجديدة، والتي أصبحت جريدة شيوعية رائدة، واصفة إياها بالتروتسكية. وأجابت في خطاب فردي بأن دور المثقف هو طرح السؤال والنقد. فكان الحزب الشيوعي يرفض قيام المثقفين بأدوارهم عن طريق خنق ومهاجمة النقد.
كتبت برينر أحيانًا تحت اسم مستعار (جين ميندز) لصحف تروسكية. وأرسلت برينر في عام 1936 برقية من نيويورك إلى ديجو ريفيرا تطلب منه أن يستخدم نفوذه من أجل إيجاد ملاذ آمن لليون تروتسكي في المكسيك. وكان تروتسكي في المنفي لمدة تسع سنين، وتستعد النرويج لطرده. وطلبت برينر من ريفيرا، وبالنيابة عن تروتسكي الرابع الدولي، أن يساعد في الأزمة وتأمين اللجوء. اتصل ريفيرا بشكل فوري بالرئيس لازارو كارديناس وعقد الاتفاق اللازم.

## العودة إلى المكسيك
هاجرت برينر مع زوجها وطفلين، إلى المكسيك في عام 1940، إلى مزرعة في ولاية أغواسكالينتس، والتي تركتها أسرتها عندما انتقلت إلى تكساس. وأعادت تأسيسها لإنتاج زراعي خاص وزراعة نبات الهليون والثوم. استمرت برينر في النشر في الولايات المتحدة، وجددت صداقتها طوال الحياة مع جين شارلوت للتعاون في العديد من كتب للأطفال. ونشرت كتابها الرابع في عام 1943، الريح التي اجتاحت المكسيك، حيث أنها كتبت النص مع جورج لايتون، حيث الصور الحية منشورة. وهو أول كتاب مكتمل المنظور سواء في اللغة الإنجليزية أو الأسبانية يحكي الأحداث التي حدثت خلال الثورة المكسيكية.

## الحياة الشخصية
تزوجت برينر في يوليو 1930 من دافيد غلوسكر، والذي انفصلت عنه في عام 1951، عشر سنوات قبل موته في عام 1961. عاشت برينر مع طفلين، ابنتها سوازانا جول جلوسكر، والتي تقوم بالتدريس في الجامعة الأيبيرية الأمريكية في مدينة المكسيك، وابنها دكتور بيتر جلوسكر، وهو طبيب يمارس المهنة في فورت براج بكالفورنيا.

## الميراث
تظل برينر شخصية هامة في الفن والتاريخ خلال مرحلة ما بعد الثورة في المكسيك، فهي الشخصية المتحمسة للفن والثقافة المكسيكية ومدافعة نشطة عن أهميتها للجمهور في الولايات المتحدة. عالمة وصحافية غزيرة الإنتاج، وكانت موضوعًا للدراسة لدى العلماء أو الباحثين المكسيك. ويقيم مركز سكيربل الثقافي في لوس أنجلوس معرضًا يركز على برينر في الفترة 18-2017 تحت عنوان أرض الميعاد الأخرى: مكسيك أنيتا برينر.

## الجوائز
- زمالة غوغنهايم